# Pseudis
Pseudis là một chi lưỡng cư không đuôi thuộc họ Nhái bén (Hylidae), sinh sống ở Guianas, Colombia, Venezuela, Trinidad, Brazil, Paraguay, đông nam Peru, đông Bolivia, đông bắc Argentina và Uruguay.
Các loài Pseudis có mặt khắp vùng nhiệt đới và cận nhiệt đới Nam Mỹ, gồm gần toàn bộ phần phía đông Andes (P. paradoxa là loài duy nhất xuất hiện ở phía tây Andes). Chúng hay cư ngụ trong những ao nối với vùng đất lầy quanh sông. Hầu hết các loài có mặt ở Brasil, và P. fusca, P. tocantins, P. cardosoi, và P. bolbodactyla đặc hữu nước này.

## Mô tả
Những loài nhái này đã thích ứng với đời sống dưới nước, với mắt lồi hẳn lên, chân sau khỏe và màn chân dài.
Pseudis sp. nổi bật với nòng nọc rất lớn, dài đến 26 cm (10 in). Lysapsus, một chi có quan hệ gần, không có nòng nọc lớn và con trưởng thành nhỏ hơn, chỉ chừng 2,4 cm (0,94 in) so với 7,5 cm (3,0 in) ở các loài Pseudis. Lysapsus từng bị cho là đồng nghĩa với Pseudis, nhưng bằng chứng phân tử ủng hộ cho sự tách riêng giữa hai chi.

## Loài
Có bảy loài trong chi này:
| Danh pháp hai phần và tác giả             | tên thông thường |
| ----------------------------------------- | ---------------- |
| Pseudis bolbodactyla Lutz, 1925           |                  |
| Pseudis cardosoi Kwet, 2000               |                  |
| Pseudis fusca Garman, 1883                |                  |
| Pseudis minuta Günther, 1858              | nhái bơi nhỏ     |
| Pseudis paradoxa (Linnaeus, 1758)         | nhái trái ngược  |
| Pseudis platensis Gallardo, 1961          |                  |
| Pseudis tocantins Caramaschi & Cruz, 1998 |                  |